# Zygmunt Krotkiewski
Zygmunt Wiktor Krotkiewski (ur. 22 grudnia 1882 w Kotuszowie, zm. 26 stycznia 1967 w Gliwicach) – polski inżynier metalurg, budowniczy wielkich pieców.

## Życiorys
Był synem oficjalisty rolnego Stanisława i Zofii z Kawieckich. Wykształcenie średnie zdobył w Gimnazjum Wojciecha Górskiego w Warszawie. Maturę zdał w Złotopolu w roku 1902.
Po maturze wstąpił na wydział mechaniczny Instytutu Technologicznego w Charkowie. Kiedy w 1903 roku z powodu „zaburzeń studenckich” Instytut został czasowo zamknięty, podjął pracę w Hucie w Kramatorsku na wydziale wielkich pieców. Za udział w ruchu rewolucyjnym został w 1904 r. aresztowany na kilka miesięcy, a następnie wydalony z Imperium Rosyjskiego. Wyjechał do Pragi, gdzie podjął studia na niemieckiej Politechnice, którą ukończył w 25 marca 1909 r. państwowym dyplomem inżyniera budowy maszyn.
Jeszcze przed dyplomem podjął pracę w hucie Handke w Częstochowie, najpierw jako majster kotłowni, potem kierownik działu cieplnego. Wkrótce został aresztowany za nieprawomyślność i zesłany w głąb Rosji, gdzie był kierownikiem działu maszynowego w kopalniach Rusko-Donieckiego Towarzystwa Węglowego w Makiejewce. W 1911 r. został asystentem kierownika wielkich pieców w hucie Nikipol-Mariupol. Kierował przebudową wielkiego pieca, a następnie samodzielnie zaprojektował i przebudował drugi wielki piec.
Na przełomie 1916/17 kierował budową oddziału stali tyglowej w fabryce w Kamieńskiem, następnie został zastępcą głównego inżyniera huty w Kuźniecku na Syberii. Początkowo kierował w Tomsku biurem technicznym budowy. Kiedy z powodu wydarzeń rewolucyjnych, realizacja budowy stała się niemożliwa, został dyrektorem huty Gurjewsk. Wkrótce udał się do Nowomikołajewska, zaciągnąć się do formującej się tam 5. Dywizji Strzelców Polskich. Zmierzający w stronę Władywostoku transport, którym jechał, został rozbity przez bolszewików i rozproszony. Osiedlił się wtedy niedaleko Krasnojarska i podjął pracę robotnika w cegielni.
W połowie 1921 r. powrócił do Polski i jako współudziałowiec założył fabrykę maszyn w Pabianicach. W 1925 r. został dyrektorem fabryki maszyn „Borek” pod Krakowem, a w 1931 szefem biura technicznego w Wytwórni Amunicji na Forcie Bema w Warszawie. Z tego okresu pochodzi kilka jego patentów dotyczących motoryzacji i uzbrojenia, na przykład na podstawę do CKM wz. 36, opracowaną dla potrzeb kawalerii. Według stanu na 1 sierpnia 1938 roku w jednostkach Wojska Polskiego, lub w zamówieniach, znajdowało się 1100 podstaw kawaleryjskich tego wzoru.
W 1936 r. zaprojektował i zbudował, wzorowany na najnowszych wówczas rozwiązaniach amerykańskich, wielki piec „A” o pojemności 485 m³ w Hucie Piłsudski w Chorzowie. Piec był oddany do ruchu 7 października 1937 roku i stanowił w tym okresie największe osiągnięcie techniki wielkopiecowej. Po ukończeniu inwestycji został szefem wydziału wielkich pieców w tej hucie, pełniąc tę funkcję do wybuchu wojny w 1939 r. 
Podczas okupacji w latach 1939/40 pracował w Katedrze profesora Kazimierza Bartla we Lwowie. W 1940 r. wyjechał do Warszawy, gdzie prowadził własną firmę handlowo-techniczną, a w konspiracji przygotowywał projekt huty, jaką należałoby zbudować w Polsce po wojnie. Po powstaniu i zniszczeniu Warszawy osiadł w Krakowie, gdzie po wkroczeniu władz polskich zgłosił się do pracy
Jako pełnomocnik Rządu Tymczasowego objął tymczasowy zarząd i uruchamiał od lutego 1945 r. Hutę Kościuszko. W lipcu 1945 przyjął od profesora Władysława Kuczewskiego propozycję zatrudnienia na stanowisku profesora zwyczajnego Politechniki Śląskiej. W roku akademickim 1946/47 nie przedłużono mu angażu na Politechnice. Po 1946 pracował jako docent w Instytucie Metalurgii Żelaza w Gliwicach.
Do przedwojennych patentów po 1945 dołożył zgłoszone nowe, dotyczące głównie hutnictwa. Był autorem i współautorem podręczników szkolnych.
Jest pochowany na Cmentarzu Centralnym w Gliwicach (sektor LA6-C-8).

## Ordery i odznaczenia
- Krzyż Oficerski Orderu Odrodzenia Polski[18]
- Złoty Krzyż Zasługi w 1929[19] oraz 1954[20]
- Medal 10-lecia Polski Ludowej (1955)[21]
- Złota Odznaka „Zasłużony Racjonalizator Produkcji”